# Terre de Nathorst
 (juin 2025).
La Terre de Nathorst est un territoire administratif norvégien situé au sud du Spitsberg, Svalbard. Il est délimité au nord par le fjord Van Mijenfjorden, à l'est de la Terre de Heer, au sud par le fjord Van Keulenfjorden et la Terre de Torell, et à l'ouest par le Bellsund. 
La Terre de Nathorst est relativement libre de glace avec des montagnes jusqu'à près de 1 200 mètres (Rånekampen 1 185 m). Les montagnes les plus élevées et les plus escarpées se trouvent au nord. Le glacier Paulabreen est partagé entre la Terre de Nathorst et celle de Heer. Bien que l'ouest soit accessible, il n'y a pas de colonies ni de traces d'habitations en ces lieux. 
Il n'y a ni parc national, ni réserve naturelle sur la Terre de Nathorst, mais il est obligatoire de se déclarer près du Sysselmann lorsque l'on veut se rendre en ces lieux.
Le nom du lieu vient du géologue et paléobotaniste Alfred Gabriel Nathorst (1850-1921). Nathorst a été professeur au Musée suédois d'histoire naturelle  à Stockholm, et il a dirigé des expéditions au Spitzberg, en 1870, 1882 et 1898, et au Groenland en 1899.

## Crédit de traduction
- (no) Cet article est partiellement ou en totalité issu de l’article de Wikipédia en norvégien intitulé « Nathorst Land » (voir la liste des auteurs).